# Mycale thielei
Mycale thielei är en svampdjursart som beskrevs av L. Hajdu och Desqueyroux-Faúndez 1994. Mycale thielei ingår i släktet Mycale och familjen Mycalidae. Inga underarter finns listade i Catalogue of Life.